# Pio Giuseppe Gaddi
Pio Giuseppe Gaddi O.P. (in latino Pius Ioseph Gaddi; Forlì, ...) fu due volte vicario generale dell'Ordine dei Predicatori - Domenicani - (1798-1806 e 1814-1819) ed anche Maestro generale dell'Ordine dal 1806 al 1814.

## Biografia
Pio Giuseppe Gaddi, dell'illustre famiglia forlivese dei Gaddi, fu a capo dell'Ordine dei Domenicani nel delicato periodo della Rivoluzione francese e dell'Impero Napoleonico.
Quando Napoleone cacciò Pio VII da Roma, anche Gaddi fu esiliato, prima a Parigi, poi ad Auxerre (dove rimase un anno e mezzo), a Milano (per un anno) ed infine, ma ancora sotto sorveglianza, nella sua città natale, a Forlì.
Nel frattempo, Gaddi dovette anche far fronte ad un tentativo dei Domenicani spagnoli di uno scisma interno all'Ordine.

## Opere
Di lui rimangono diversi testi:
- Universis patribus, fratribus, ac sororibus Ordinis Praedicatorum Fr. Pius Joseph Gaddi sacrae theologiae professor, ejusdemque Ordinis humilis vicarius et procurator generalis, ac servus del 1798.
- Universis patribus, fratribus, ac sororibus Ordine Praedicatorum Fr. Pius Joseph Gaddi S. theologiae professor ejusdemque Ordinis humilis vicarius, et procurator generalis, ac servus salutem del 1800.
- Dilectissimis in Christo Ordinis tum Praedicatorum, tum de poenitentia S. Dominici utriusque sexus professoribus Fr. Pius Joseph Gaddi magister ac dict. Ord. humilis vicarius generalis et servus del 1802.
- In Dei filio sibi dilectis patribus, fratribus, et sororibus Ordinis Praedicatorum Fr. Pius Joseph Gaddi Magister ejusdemque Ordinis universi procurator, ac humilis vicarius generalis, et servus. Salutem, vitaeque desiderium aeternae del 1802.
- Dilectissimis in Christo Jesu Praedicatorum Ordinis utriusque sexus professoribus Fr. Pius Joseph Gaddi magister, ejusdumque Ordinis procurator, ac humilis vicarius generalis, et servus. Salutem, acerbisque diebus religiosa consilia del 1803.